# Acquedolci
Acquedolci – miejscowość i gmina we Włoszech, w regionie Sycylia, w prowincji Mesyna.
Według danych na rok 2004 gminę zamieszkiwały 5373 osoby, 447,8 os./km².